# Шутинська сільська рада
Шутинська сільська рада (рос. Шутинский сельский совет) — сільське поселення у складі Катайського району Курганської області Росії.
Адміністративний центр — село Шутино.
Населення сільського поселення становить 431 особа (2017; 486 у 2010, 723 у 2002).

## Склад
До складу сільського поселення входять:
| Населений пункт          | Населення, осіб (2002) | Населення, осіб (2010) |
| ------------------------ | ---------------------- | ---------------------- |
| Лісниковка, присілок     | 12                     | 5                      |
| Лукина, присілок         | 205                    | 145                    |
| Озеро-Вавілово, присілок | 2                      | 0                      |
| Шутино, село             | 504                    | 336                    |